# إينيغو كالديرون
إينيغو كالديرون (بالإسبانية: Iñigo Calderón)‏ هو لاعب كرة قدم إسباني، ولد في 4 يناير 1982 في فيتوريا-غاستيز في إسبانيا. لعب مع برايتون أند هوف ألبيون وديبورتيفو ألافيس ونادي أليكانتي.

## وصلات خارجية
- إينيغو كالديرون على موقع قاعدة بيانات كرة القدم.إي يو (الإنجليزية)
- إينيغو كالديرون على موقع Soccerbase.com (لاعب) (الإنجليزية)
- إينيغو كالديرون على موقع Soccerway.com (الإنجليزية)